# Сингапурский крытый стадион
«Сингапурский крытый стадион» (англ. Singapore Indoor Stadium, кит. 新加坡室内体育馆, малайск. Stadium Territory Singapura,там. சிங்கப்பூர் மூடப்பட்ட அரங்கம்) — многофункциональный спортивный центр, вмещающий до 12 тысяч человек, является частью комплекса «Singapore Sports Hub». На арене проводятся соревнования различных уровней по теннису (как большому, так и настольному), бадминтону, нетболу и единоборствам, а также концерты, выставки и фестивали.

## История
Основным крытым стадионом Сингапура до 1989 года был «Гайланский крытый стадион», условия которого в начале 70-х перестали удовлетворять местную Баскетбольную ассоциацию, в последующие годы неоднократно предлагавшую Спортивному комитету Сингапура заменить арену на более современную. Эти предложения были одобрены Министерством общественного развития Сингапура только в 1984 году, которое согласилось выделить 45 миллионов сингапурских долларов на постройку новой арены, которая могла бы вместить 15 тысяч зрителей. Проект стадиона был разработан группой архитекторов, в которую вошли Кэндзо Тангэ (фирма Kenzo Tange Associates) и местное бюро Raglan Squire and Partners.
Церемония закладки первого камня состоялась 28 декабря 1987 года. Строительство завершилось в ноябре 1989 года на два месяца раньше срока. Если первоначально предполагалось строить арену на 15 тысяч зрителей, а на стадии проектирования цифра была уменьшена до 13 500 мест, то в конечном итоге было принято решение ограничиться максимальной вместимостью в 12 тысяч человек. Кроме того, увеличились и затраты. Сам стадион обошёлся правительству в 68 миллионов сингапурских долларов, ещё 22 миллиона стоили автомобильная парковка на 5 442 места, ландшафтные работы и создание прочей сопутствующей инфраструктуры.
Официальное открытие арены состоялось 31 декабря 1989 года при участии премьер-министра Сингапура Ли Куан Ю. Событие сопровождалось музыкальным представлением под названием My Country My Singapore, посвященным двадцатипятилетию независимости Сингапура. С 2014 года «Сингапурский крытый стадион» стал частью многофункционального комплекса «Singapore Sports Hub». Вместимость арены может варьироваться от 4 до 12 тысяч зрителей благодаря модульной системе трибун, изменяющейся в зависимости от проводимого мероприятия.

## Мероприятия
За свою более чем двадцатилетнюю историю «Крытый стадион» стал площадкой для проведения множества спортивных мероприятий. Наиболее крупные из них — турнир по смешанным единоборствам ONE Championship, женский теннисный турнир Финал тура WTA, Кубок мира по нетболу в 2011 году, Суперсерия BWF и другие. Кроме того, здесь прошли и некоторые комплексные соревнования — первые Юношеские Азиатские игры в 2009 году, состязания по некоторым дисциплинам, входивших в программу летних юношеских Олимпийских игр 2010 и Паралимпийских игр Юго-Восточной Азии 2015.
Арена является востребованным местом для организации и неспортивных мероприятий — концертов, выставок и фестивалей. В разные годы здесь выступали всемирно известные исполнители: Элтон Джон, Тина Тёрнер, Red Hot Chilli Peppers, Тейлор Свифт и многие другие. По данным Pollstar «Сингапурский крытый стадион» в 2015 году был 150-й самой востребованной концертной площадкой в мире — за год здесь было продано более 72 тысяч билетов.

Галерея изображений
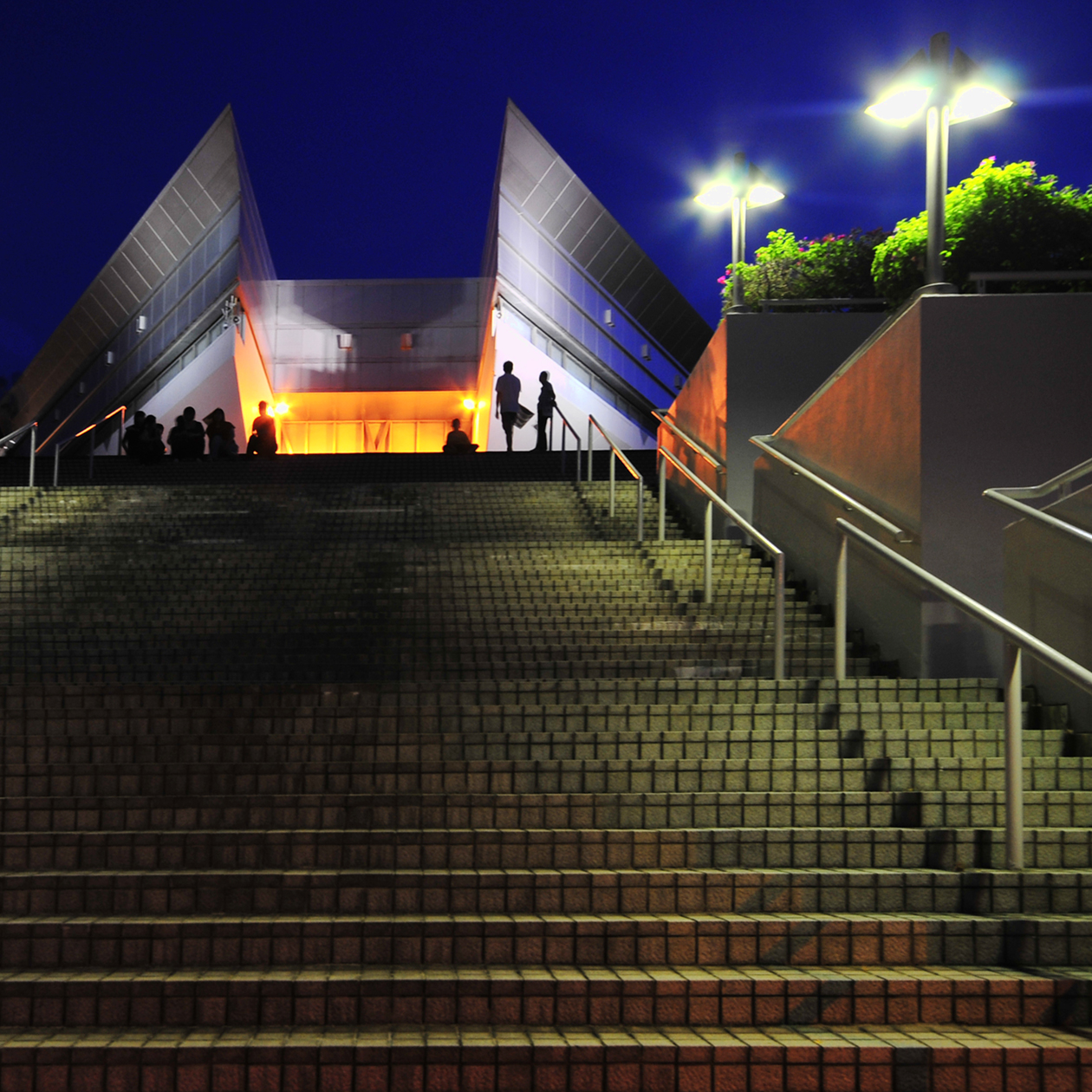
Вход на «Сингапурский крытый стадион»
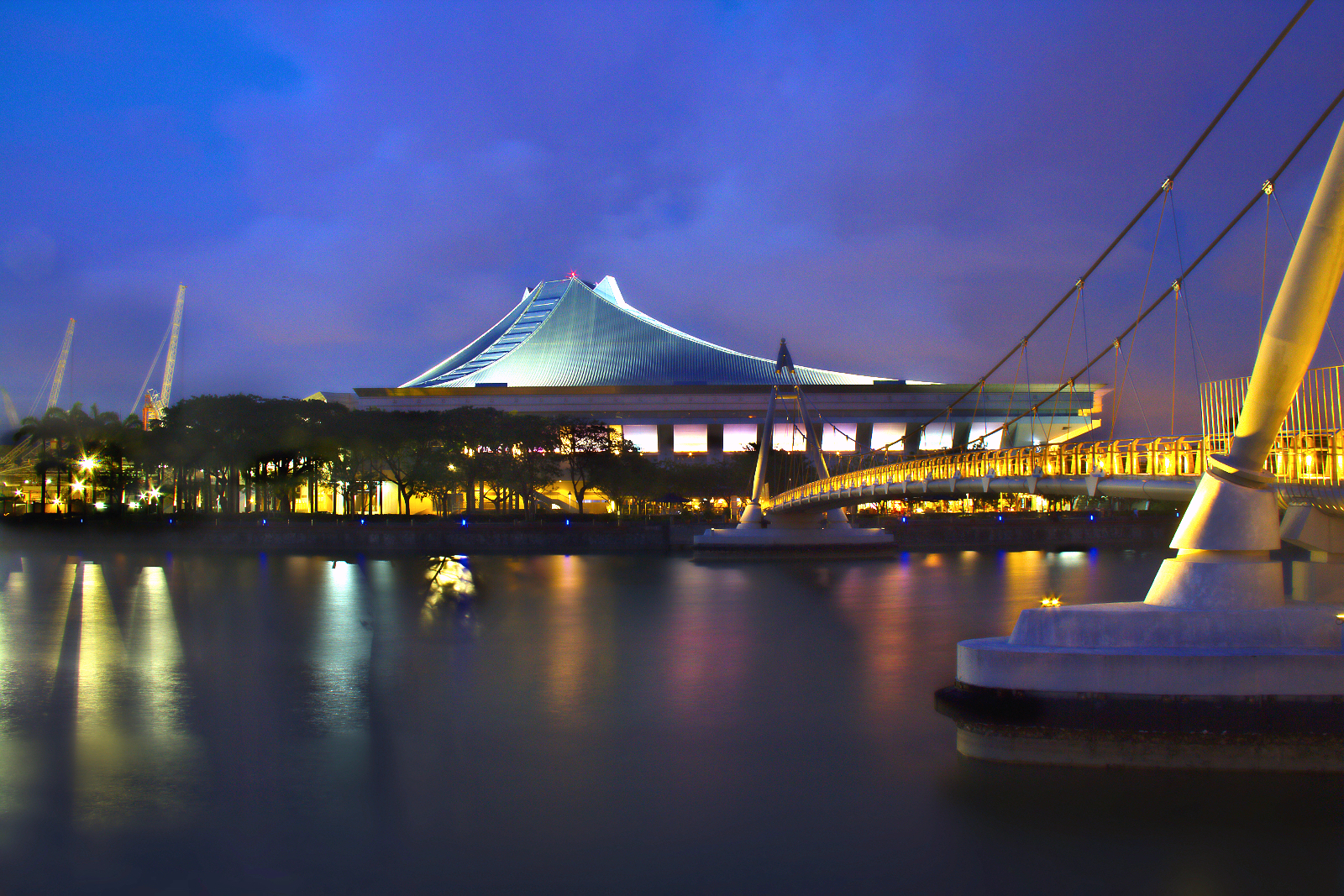
Вид на арену со стороны пешеходного моста Tanjong Rhu